# Anna van der Kamp
Anna van der Kamp,  nekdanja kanadska veslačica, * 19. junij 1972, Abbotsford.
S kanadskim osmercem je na Poletnih olimpijskih igrah 1996 v Atlanti osvojila srebrno medaljo.